# Krešimir Petrovič
Krešimir Petrovič (Ljubljana, 17. kolovoza 1935. – Ljubljana, 23. ožujka 2006.), slovenski kineziolog, športski psiholog, pravnik i sociokineziolog hrvatskog podrijetla, otac skijaša Roka Petroviča. Začetnik športske sociologije u Sloveniji i prvi znanstveni istraživač alpskog skijanja s kineziološkog motrišta u Sloveniji.
Diplomirao je na ljubljanskom Pravnom fakultetu 1964., a doktorirao kineziologiju 1972. na beogradskom Fakultetu fizičke kulture. Godine 1980. postaje redovni profesor na ljubljanskom Športskom fakultetu. Utemeljitelj Kineziološkog instituta u Ljubljani. Godine 1975. primio je Bloudkovu nagradu, slovensku državnu nagradu za šport. 
Isticao se agresivnim i inovativnim pristupom športu, kojim je utjecao u športskoj izgradnji sinove karijere, savjetujući ga kao športski psiholog.
Djela:
- Određivanje položaja sportske aktivnosti u strukturi manifestnih i latentnih dimenzija socijalne stratifikacije
- Prilozi za sociologiju sporta
- Sociologija tjelesne kulture (koautor)